# 國際電話株式會社
國際電話株式會社為1932年設立於日本的電信公司，從事國際通話和船舶通話等業務，於1938年與日本無線電信株式會社共同併入國際電氣通信株式會社。

## 介紹
日本為了發展國際無線通話的業務，於1932年12月24日成立了國際電話株式會社。1933年開設名崎送信所（茨城縣名崎村），1934年開設小室受信所（埼玉縣小室村）。在台灣的無線電信設施方面，由於桃園臺地群的較高地勢和空曠空間，選址在新竹州中壢郡；其送受信所的業務由臺灣總督府交通局遞信部臺北出張所辦理，於1934年在中壢街後寮設立送信所，在觀音庄崙坪設立受信所，並以名崎送信所和小室受信所作為對日本內地的無線通信對口。
國際電話株式會社在1934年9月開始對馬尼拉的無線通話，同年12月對舊金山的無線通話。1936年，在行經太平洋航路（經夏威夷至舊金山）的貨客船秩父丸上安裝短波無線電話庄至，開始無線通話。1938年，與日本無線電信株式會社共同併入國際電氣通信株式會社。